# Mariliz Pereira Jorge
Mariliz Pereira Jorge (Ponta Grossa, 21 de dezembro de 1972) é uma jornalista brasileira.

## Biografia

### Formação acadêmica
Paranaense, formou-se no curso de jornalismo pela Universidade Estadual de Ponta Grossa (UEPG) e fez pós-gradução em relações internacionais e nutrição.

### Carreira
Foi repórter de importantes revistas como Veja, Marie Claire, VIP, entre outras, além de editora e roteirista de programas como o Encontro com Fátima Bernardes e Fantástico, na Rede Globo. Trabalhou na Folha de S.Paulo entre os anos de 1999 e de 2003 e foi editora da Revista da Folha no biênio de 2006 e 2007. Atualmente, escreve uma coluna para o site e o jornal impresso da Folha e integra o canal Meio no YouTube com o jornalista Pedro Doria e o sociólogo Christian Lynch.
Identifica-se como feminista.